# Nederlands kabinet

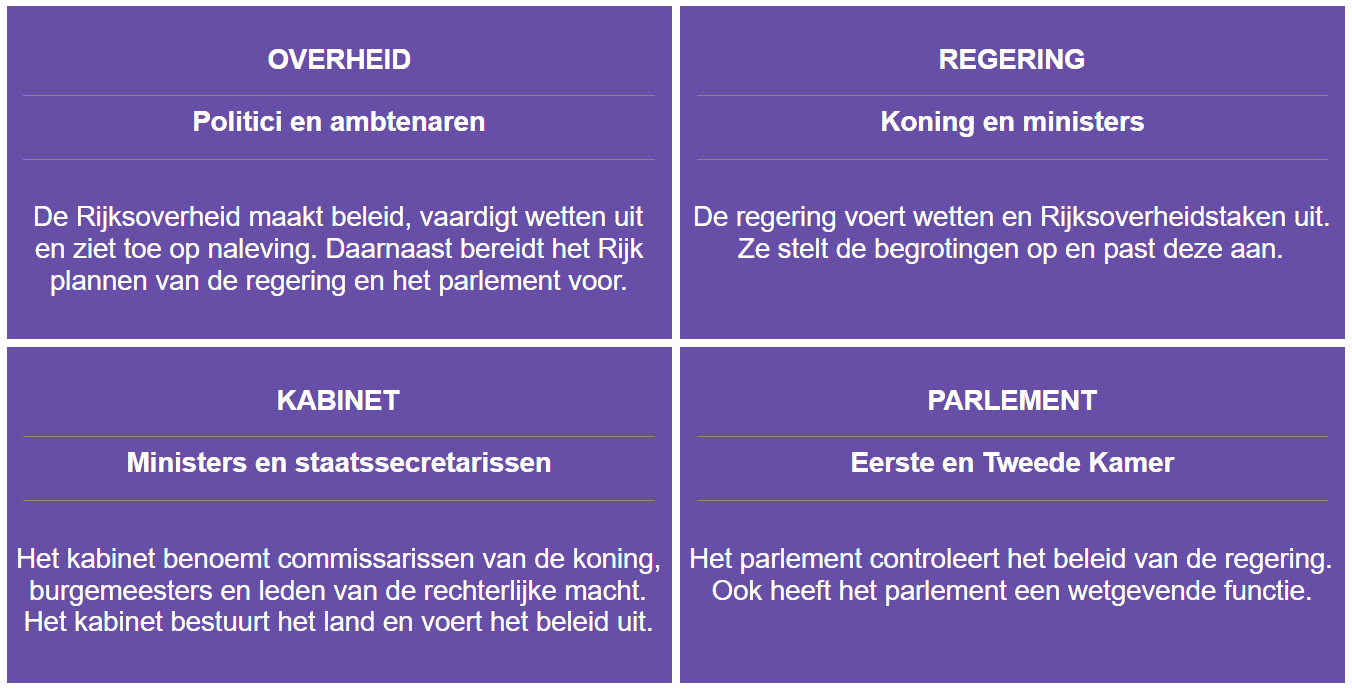
De samenstelling en taken van de overheid, regering, het kabinet en parlement in Nederland.

Een Nederlands kabinet in de landelijke politiek, is de groep van ministers en staatssecretarissen die deel uitmaken van een zittende regering, het grondwettelijk orgaan dat het land bestuurt. De samenstelling en het bestuursbeleid ervan worden bepaald door de Tweede Kamer, meestal na Tweede Kamerverkiezingen, een vaak maandenlang durend proces dat kabinetsformatie wordt genoemd. Een kabinet draagt doorgaans de naam van de minister die voorzitter is van de vergadering van ministers (ministerraad) en minister-president heet, maar ook premier (eerste minister) genoemd. Zijn er meerdere kabinetten met dezelfde premier komt er een (Romeins) volgnummer achter de naam (bijvoorbeeld: kabinet-Balkenende II), met terugwerkende kracht ook achter de naam van het eerste.
Het begrip kabinet wordt ook gebruikt in de betekenis van secretariaat, bijvoorbeeld het kabinet van de minister-president, of in België het kabinet van de minister, dit artikel behandelt het kabinet dat het land bestuurt.

## Wet- en regelgeving
De Nederlandse Grondwet kent het begrip 'kabinet' niet, de van belang zijnde begrippen die in deze wet vanaf 1993 worden gebruikt zijn regering, Koning, ministers, minister-president, ministeries, ministerraad, koninklijk gezag, regentschap, koningschap, en verenigde vergadering van de Staten-Generaal. De regering wordt omschreven in artikel 42 en bestaat uit de Koning (thans Willem-Alexander) en de ministers, waarbij de Koning staatkundig niet verantwoordelijk kan worden gehouden voor zijn handelen of nalaten (de koning is onschendbaar) en de ministers in hun functie van minister de verantwoordelijkheid dragen. Artikel 45 Gw stelt dat de ministers (zonder hun staatssecretarissen) met elkaar de ministerraad vormen, en één minister daarvan de vaste voorzitter is, minister-president genoemd. "De ministerraad beraadslaagt en besluit over het algemeen regeringsbeleid en bevordert de eenheid van dat beleid" (art. 45, lid 3 Gw).

## Korte geschiedenis
Bij oprichting van de constitutionele monarchie het Koninkrijk der Nederlanden in 1813, met Willem I van Oranje-Nassau als koning, werden de ministers uitgekozen en benoemd door de koning, ze hadden officieel geen zeggenschap of stem bij het regeringsbeleid. Naast het landsbelang dienden ze als deskundigen en adviseur in de eerste plaats de koning, ze vergaderden slechts zelden gezamenlijk. In de negentiende eeuw werd onder druk van revoluties en opstanden in het buitenland en op sterke aandrang vanuit de eigen bevolking, in stappen het parlementaire stelsel ingevoerd. Op basis van grondwetswijzigingen verschoof de macht van de Koning naar de ministers die verantwoording moesten afleggen aan het parlement. In 1842 werd er een geregelde vergadering van ministers in het leven geroepen, die toen samen het ministerie of kabinet werden genoemd.

### Kabinet
Kabinet is een oud begrip, afkomstig uit het Frans. Het heeft meerdere betekenissen maar in deze samenhang duidt het op de kamer in een paleis die een vorst kon afsluiten zodat hij of zij er vertrouwelijk overleg kon voeren met adviseurs. Deze bijeenkomsten in de privévertrekken van een vorst zijn de wieg van de ministerraden. In de loop van de achttiende eeuw kwamen de Engelse kabinetten steeds vaker zonder hun koning bijeen omdat deze ofwel in Hannover was of geen Engels sprak. Een vergadering van de belangrijkste ministers heette Cabinet Council. Het begrip kabinet des konings kwam vanaf 1840 in Nederland in zwang, er werd het secretariaat van de koning mee bedoeld, later ging men spreken over het kabinet van ’s Gravenhage, waarmee de regering werd bedoeld. In België wordt er een secretariaat of stafafdeling mee aangeduid.

### Ministeriële verantwoordelijkheid, bewindslieden
In 1840 werd de strafrechtelijke ministeriële verantwoordelijkheid ingevoerd. Besluiten van de Koning moesten vanaf dat moment door één of meer ministers worden medeondertekend (contraseign). Met de Grondwetswijziging in 1848 werd ook de politieke ministeriële verantwoordelijkheid ingevoerd. De koning bleef in naam het staatshoofd en hoofd van de regering maar de ministers handelen in zijn of haar naam en werden verantwoording schuldig aan het parlement voor hun eigen optreden, dat van het kabinet en van de Koning. Hun rol en functie veranderde zo van raadgever in dienst van de koning en uitvoerder van zijn beslissingen, in bewindvoerders van de koning, waar het woord bewindslieden vandaan komt.

### Ministers zonder politieke binding
De kabinetten hadden tot 1888 geen duidelijk politiek gezicht en sommige ministers bemoeiden zich vooral met hun eigen departement. De ministers van Oorlog en Marine, van Buitenlandse Zaken en van Waterstaat waren veelal specialisten zonder wortels in de politiek of een religie. Personen met een katholieke achtergrond maakten in die tijd echter weinig kans minister te worden. Op Oorlog en Marine werden bijna altijd ervaren officieren van hoge rang benoemd, niet zelden met een carrière bij het  Koninklijk Nederlands-Indisch Leger (KNIL), op Buitenlandse Zaken vaak een diplomaat en op Waterstaat meestal een ingenieur.

### Verkiezingen en politieke partijen
Vanaf 1888 kwamen er vierjaarlijkse verkiezingen voor het parlement die waren opengesteld voor een klein deel van de bevolking. Toen begonnen er politieke partijen te ontstaan en kregen kabinetten een duidelijke politieke kleur.

## Benoeming en ontslag
De minister-president wordt bij koninklijk besluit (KB) benoemd en ontslagen, evenals de overige ministers en de staatssecretarissen. Elke minister geeft leiding aan een per koninklijk besluit ingesteld ministerie, hoewel het ook mogelijk is dat een enkele minister niet belast is met de leiding van een ministerie. Een staatssecretaris beheert meestal een deel van de portefeuille van een minister en kan op diens verzoek optreden namens de minister.
In het taalgebruik zegt men: een kabinet 'treedt aan' en wordt 'geïnstalleerd'. Officieel worden de ministers en staatssecretarissen door de Koning benoemd en aanvaarden ze hun ambt tegenover het staatshoofd door het afleggen van de eed of verklaring en de belofte van zuivering. Ze zweren of beloven trouw aan 'de Koning', het Statuut voor het Koninkrijk der Nederlanden, de Grondwet en een getrouwe vervulling van hun ambt (Art. 49 van de Grondwet).
Voorafgaand aan benoeming en ambtsaanvaarding, komen de beoogde bewindslieden voor het eerst als groep bijeen voor overleg en voor het vaststellen van nog openstaande punten, het zogeheten constituerend beraad. Daar wordt onder meer het eindverslag van de formateur vastgesteld, de precieze onderlinge taakverdeling en er wordt door de kandidaats-bewindslieden verklaard dat ze zich gebonden voelen aan regeerakkoord en eventueel gedoogakkoord. Dit wordt infomeel de oprichtingsvergadering genoemd. Is het kabinet geïnstalleerd, stelt het een regeringsverklaring op met daarin de hoofdlijnen van het regeringsakkoord. Als eerste parlementaire handeling spreekt de minister-president vervolgens de regeringsverklaring uit in de Tweede Kamer.
Sinds 1945 zijn er 28 kabinetten aangetreden, onder voorzitterschap van in totaal vijftien verschillende ministers-presidenten. De ministers-presidenten die de meeste kabinetten hebben voorgezeten zijn Willem Drees sr. en Jan-Peter Balkenende, die beide vier kabinetten hebben voorgezeten. Drees was minister-president van 1948 tot 1958 en Balkenende van 2002 tot 2010.  Mark Rutte was van 2022 tot en met 2024 bezig aan het voorzitten van zijn vierde kabinet. De langstzittende minister-president is Mark Rutte. Het record van langstzittende naoorlogse kabinet is in handen van het kabinet-Rutte II, dat was 1750 dagen in functie. Het langstzittende kabinet ooit was het kabinet-Heemskerk met 2025 dagen.
In plaats van minister-president spreekt men wel van premier, hoewel de Grondwet die term niet kent, omdat de minister-president staatsrechtelijk niet meer gezag heeft dan de andere ministers en ook het beleid niet alleen kan bepalen. Daarin verschilt het Nederlandse systeem van bijvoorbeeld het Belgische, het Britse en het Duitse. De Staten-Generaal zijn in de loop der jaren de minister-president wel steeds meer als eindverantwoordelijk gaan zien voor het gevoerde beleid, maar dat is iets anders.

## Soorten kabinetten
Er zijn verschillende manieren om een kabinet samen te stellen (formeren) en het bestuursbeleid dat het gaat voeren vast te leggen. Mede afhankelijk daarvan kan men kabinetten en de gemaakte afspraken over het te voeren beleid typeren. Een belangrijk hoofdonderscheid is, of een kabinet in de Tweede Kamer kan rekenen op steun van een meerderheid van de volksvertegenwoordigers, een meerderheidskabinet, of niet, een minderheidskabinet. Een tweede manier om kabinetten te onderscheiden is de formatiemethode. Spelen de (beoogde) regeringsfracties een belangrijke rol bij de formatie en achten zij zich gebonden aan een regeerakkoord, dan is sprake van een sterke verbinding tussen regering en parlement, wat daarom een parlementair kabinet wordt genoemd. Zijn de fracties daarentegen nauwelijks of niet bij de formatie betrokken en hebben zij zich ook niet aan een regeerakkoord gebonden, dan wordt wel gesproken van een extraparlementair kabinet, van het Latijnse woord extra, in de betekenis van buiten, dus buiten het parlement om. Maar over gebruik van het begrip wordt van oudsher gediscussieerd.
Geen enkel kabinet kan echter tot uitvoer van beleidsvoornemens komen, als het daarvoor onvoldoende steun in de Kamer krijgt. Er wordt daarom ook gesteld dat kabinetten per definitie parlementair zijn en er maar twee soorten kabinetten zijn, een meerderheids- en een minderheidskabinet. Er wordt in het algemeen gestreefd naar parlementaire meerderheidskabinetten, en andere vormen komen slechts voor als dit niet mogelijk blijkt.
Ten slotte hebben er ook nog koninklijke kabinetten bestaan, die op gezag van het staatshoofd zijn gevormd. Het begrip 'zakenkabinet' wordt gebruikt voor kabinetten die volledig of grotendeels bestaan uit ministers van buiten de politiek. Dergelijke kabinetten kennen wij niet (meer).

### Meerderheidskabinet
Heeft één partij bij de Tweede Kamerverkiezingen de meerderheid in de Tweede Kamer gehaald en zijn voldoende fractieleden akkoord gegaan met het te voeren beleid, wat mee zal brengen dat ze in de regel zullen instemmen met de door de regering gedane wetsvoorstellen en opgestelde begrotingshoofdstukken, dan is sprake van een meerderheidskabinet. Heeft geen enkele partij de meerderheid behaald, is er een samenwerkingsverband tussen meerdere partijen nodig om tot een meerderheidskabinet te kunnen komen, een regeringscoalitie genoemd. Wordt er een coalitie gevormd door meerdere partijen in de Tweede Kamer en kan het door de coalitiepartijen gevormde kabinet voor het uitvoeren van een aantal vooraf besproken beleidsvoornemens en het opstellen van de begroting rekenen op steun van een meerderheid van de Tweede Kamer, wordt eveneens gesproken van een meerderheidskabinet. Om tot een meerderheidskabinet te komen, maken partijen uit de Tweede Kamer (kamerfracties of partijfracties) onderling afspraken op welke onderdelen ze bereid zijn de regering hun stem te geven.
In het algemeen kan men stellen dat een meerderheidskabinet doelmatig kan functioneren, omdat de meerderheid van de Tweede Kamer vooraf heeft laten weten vertrouwen in het kabinet te hebben en er over (mogelijke) geschilpunten compromissen zijn gesloten. Er bestaat echter als kritiek, dat bij een meerderheidskabinet dat steun in de Kamer heeft op basis van een gedetailleerd regeerakkoord, inhoudelijke discussie in de Kamer vaak geen ruimte krijgt en problemen die in de maatschappij de kop opsteken, niet van alle kanten kunnen worden besproken.

### Minderheidskabinet
Een minderheidskabinet bestaat uit bewindslieden van partijen die samen geen meerderheid in de Tweede Kamer hebben. Zo'n kabinet kan heel moeilijk een beleid voeren, omdat de oppositie meer zetels heeft dan de regeringspartijen en dus makkelijk kabinetsvoorstellen kan blokkeren. Per onderwerp zal het kabinet in de Kamer een meerderheid moeten zien te verwerven.
Het minderheidskabinet-Colijn V (1939) kon zelfs niet aan de slag, omdat het bij het afleggen van de regeringsverklaring een motie van afkeuring niet overleefde.
Minderheidskabinetten komen nauwelijks voor. Ze bestaan vrijwel alleen als 'overgangskabinet' na de val van een voorgaand meerderheidskabinet. Dit wordt een rompkabinet genoemd. Veelal wikkelt zo'n kabinet de lopende zaken af en schrijft het Tweede Kamerverkiezingen uit.
Voorbeelden zijn de kabinetten Zijlstra (1966-1967), Biesheuvel II (1972-1973), Van Agt III (1982), Balkenende III (2006-2007) en kabinet-Rutte I (2010-2012). Het kabinet-Rutte kon ten aanzien van de kern van het beleid dat het voerde wel rekenen op een meerderheid van de Tweede Kamer, daar de PVV middels een gedoogakkoord een gedoogpartner en de SGP een informele gedoogpartner was van dit kabinet. Na het vertrek van PVV'er Hero Brinkman op 20 maart 2012 kwam deze meerderheid in gevaar, en op 21 april 2012 zegde de PVV haar gedoogsteun op na stukgelopen onderhandelingen. Hiermee bleef het kabinet-Rutte als 'echt' minderheidskabinet achter. Op 23 april 2012 vroeg minister-president Rutte het ontslag aan bij de koningin.

### Parlementair kabinet
Een parlementair kabinet is een kabinet waarbij de coalitiefracties in de Tweede Kamer zeer nauw bij de formatie betrokken zijn en waarbij (al dan niet gedetailleerd) de hoofdlijnen van het te voeren beleid worden vastgelegd in een regeerakkoord.
De onderhandelaars van de coalitiefracties in de Tweede Kamer hebben op die manier vooraf veel invloed op het te voeren beleid. Het kabinet weet zich verzekerd van steun van de meerderheid van de Tweede Kamer. Een parlementair kabinet kan in het algemeen slagvaardig optreden.

### Extraparlementair kabinet
Van oudsher bestaat onenigheid over gebruik, functie en betekenis van het begrip extraparlementair. Zo leverde in 1930 minister Ruijs de Beerenbrouck, jurist en langjarig premier, kritiek op de Leidse hoogleraar Kranenburg, die bij de Algemene Beschouwingen in de Eerste Kamer had opgemerkt dat de regering Ruijs het predicaat extra-parlementair niet mocht voeren. Gebruik van het begrip tast het constitutionele gestel aan en is staatsrechtelijk niet in orde, het schept verwarring en misverstanden. Er zijn geen extra-parlementaire kabinetten, aldus Kranenburg, alleen parlementaire kabinetten en koninklijke kabinetten. Een parlementair kabinet is een kabinet dat op het vertrouwen van een meerderheid der volksvertegenwoordiging steunt. Doet het dat niet, dan is sprake van een koninklijk of  constitutioneel kabinet. Het kabinet van minister Ruijs kan hooguit een extraparlementair parlementair kabinet worden genoemd. Ruijs zag dat anders en wees op het kabinet-De Geer I. Dat had niet geregeerd zonder het vertrouwen van de volksvertegenwoordiging maar was geen koninklijk kabinet. Er moest dus nog een tussenvariant bestaan, het extra-parlementaire kabinet. Een parlementair kabinet steunt op een vooraf tot stand gekomen regeerakkoord en een extra-parlementair kabinet doet dat niet.
In beginsel worden beide vormen van uitleg, met dezelfde stelligheid als Kranenburg en Ruijs de Beerenbrouck, nog steeds gegeven. Aan een extra-parlementair kabinet ligt niet een regeerakkoord, maar een regeringsprogramma ten grondslag. De Tweede Kamerfracties kunnen eventueel wel bij de formatie betrokken zijn, maar dat hoeft niet.
Als fracties bij de formatie betrokken zijn, zullen zij een meer afwachtende houding aannemen. Zij 'wachten op de daden van het kabinet'. Dit neemt niet weg dat zij in het algemeen hun eigen bewindslieden wel zullen steunen.
Dat kandidaat-bewindslieden tegen de zin van de eigen partij toetreden tot een kabinet is sinds 1939 overigens niet meer voorgekomen. In 1939 werd Gerbrandy tegen de zin van de ARP minister in het tweede kabinet-De Geer.
Het kabinet-Den Uyl wordt wel extraparlementair genoemd, hoewel dit slechts ten dele juist is. De fracties stemden namelijk in meerderheid in met deelname van hun partij aan het kabinet. Wel was er alleen sprake van afspraken op hoofdlijnen. PvdA en D66 gingen bovendien wel binding aan met het kabinet.
Het onderscheid tussen parlementaire en extraparlementaire kabinetten zit vooral in de mate van binding die partijen aangaan met het kabinet. Uiteindelijk is voor het (voort)bestaan van elk kabinet doorslaggevend of het voldoende parlementair vertrouwen geniet.

#### Extraparlementaire bewindslieden
Als een minister of staatssecretaris niet uit de kringen van de politiek komt, wordt deze persoon ook extra-parlementair genoemd. Er kan echter wel binding bestaan met een partij in het parlement. Formeel hoeven de verhoudingen in het parlement niet te worden weerspiegeld in de samenstelling van een extraparlementair kabinet maar in de praktijk speelt het toch vaak een rol.

### Koninklijk kabinet
Toen Nederland een constitutionele monarchie werd, bood de Grondwet alleen de mogelijkheid dat het staatshoofd een kabinet benoemde, of ministerie, zoals het toendertijd werd genoemd. Een ministerie werd op gezag van de Koning(in) geformeerd, zonder dat de fracties in het parlement er aan te pas kwamen, de ministers stonden in dienst van het staatshoofd. De regels dat de koning(in) onschendbaar is en de ministerraad verantwoordelijkheid draagt voor het handelen van de koning(in), en dat bewindslieden verantwoording moeten afleggen aan het parlement, bestonden toen nog niet. Er was dus toen ook nog geen reden om het parlement een rol te geven bij de kabinetsformatie. Door Grondwetswijzigingen in 1840 en 1848 veranderde dat (zie hierboven).
De Londense oorlogskabinetten Gerbrandy kunnen vanuit Nederlandse zicht als koninklijke kabinetten worden beschouwd, omdat het parlement door de bezetter buiten werking was gesteld. Ook het eerste naoorlogse kabinet-Schermerhorn-Drees is als zodanig aan te merken.
Het weinig succesvolle kabinet-Colijn V, waarover de Tweede Kamer in 1939, direct na het afleggen van de regeringsverklaring een motie van afkeuring aannam, kan staatkundig beschouwd ook als een koninklijk kabinet bestempeld worden. Colijn had feitelijk namelijk meer de Koningin gehoorzaamd, die hem als minister-president wilde behouden, dan volgens de beginselen van het Nederlands parlementair stelsel een kabinet te vormen dat recht deed aan de politieke verhoudingen van 1939 in het parlement.

### Zakenkabinet
Zakenkabinetten zijn kabinetten die (vrijwel) geheel uit personen bestaan die niet actief aan een partij verbonden zijn. Dat kunnen mensen uit het bedrijfsleven zijn, de wetenschap, instituties of maatschappelijke organsaties. Daarnaast bestaat hun opdracht eruit, een aantal belangrijke nationale zaken en kwesties af te handelen. Het kabinet-Van Lynden van Sandenburg (1879-1883) wordt als zakenkabinet beschouwd.
In 1926 werd in de moeizaam verlopen formatie enige tijd overwogen om een zakenkabinet te vormen, dat uit ambtenaren zou gaan bestaan. Uiteindelijk kwam er een kabinet onder leiding van Dirk Jan de Geer waarin naast mensen met een binding in de maatschappij, ook enkele politici zaten.

### Nationaal kabinet
Een kabinet waarin bewindslieden van een groot aantal van de in het parlement vertegenwoordigde partijen zitten, ruim meer dan de benodigde meerderheid, wordt een nationaal kabinet genoemd.
Kabinetten met alle parlementaire partijen, de traditionele betekenis van nationaal kabinet, zijn zeer zeldzaam. Dit soort kabinetten heeft Nederland nog niet gekend.